# روزفلت اولا
روزفلت اولا (6 أبريل 1991 في الإكوادور - ) هو لاعب كرة قدم إكوادوري في مركز الدفاع. لعب مع نادي برشلونة.

## وصلات خارجية
- روزفلت اولا على موقع قاعدة بيانات كرة القدم.إي يو (الإنجليزية)
- روزفلت اولا على موقع AS.com (الإسبانية)